# Palaeosyrrhopodon grossiserratus
Palaeosyrrhopodon grossiserratus là một loài rêu trong họ Calymperaceae. Loài này được Ignatov & Shcherbakov mô tả khoa học đầu tiên năm 2011.